# スヴェン・エルミン
スヴェン・エルミンは、スウェーデンの著名な造園家であり、ランドスケープアーキテクトである。

## 生涯とキャリア
スヴェン・エルミンは1900年12月12日にスウェーデンのニークィルで生まれ、1984年4月28日に逝去した。彼はスウェーデンを代表するランドスケープアーキテクトの一人として知られる。

## 主要な業績
エルミンの代表作の一つに、ストックホルムのスンズビーベリにあるマラボウチョコレート工場の公園設計がある。この公園は1937年から1955年にかけて、インゲル・ウェドボーンとの共同作業により設計されたものである。マラボウ公園は、機能主義的なランドスケープデザインの好例として評価されている。
エルミンの事務所は1926年に設立されたとされており、スウェーデンにおける最も古いランドスケープアーキテクト事務所の一つであるとされている。彼は住宅や邸宅の庭園設計を数多く手掛け、スウェーデンの造園分野の発展に大きく貢献した。

## 参考
- 世界のランドスケープデザイン 宮城俊作、横張真 プロセスアーキテクチュア 1990年